# Diplazium brausei
Diplazium brausei là một loài thực vật có mạch trong họ Woodsiaceae. Loài này được Rosenst. miêu tả khoa học đầu tiên năm 1910.